# Haresfield
Haresfield é uma paróquia e aldeia de Stroud, no condado de Gloucestershire, na Inglaterra. De acordo com o Censo de 2011, tinha 378 habitantes. Tem uma área de 5,48 km².